# 吉林萤蔺
吉林萤蔺（学名：Schoenoplectiella komarovii）为莎草科萤蔺属下的一个植物种。